# غزاله مغیدله
غزاله مغیدله (به عربی: الغزالة مغیدلة) یک روستا در سوریه است که در ناحیه درکوش واقع شده‌است. غزاله مغیدله ۱٬۶۲۱ نفر جمعیت دارد.